# Aeroportul Internațional Dubai
Aeroportul Internațional Dubai este aeroportul principal al Dubai și totodată cel mai mare aeroport din UAE. Nod principal pentru Emirates Airline.

## Linii aeriene și destinații în 2013
| Companie aeriene                            | Destinații |
| ------------------------------------------- | --- |
| Aeroflot                                    | Moscova-Sheremetyevo |
| African Express Airways                     | Aden, Berbera, Mogadishu, Mombasa, Nairobi, Wajir |
| Afriqiyah Airways                           | Tripoli |
| Air Algérie                                 | Algiers |
| Air Blue                                    | Islamabad, Karachi, Lahore, Peshawar |
| Air China                                   | Beijing-Capital |
| Air France                                  | Paris-Charles de Gaulle |
| Air India                                   | Chennai, Delhi, Cochin, Hyderabad, Kozhikode, Mumbai, Visakhapatnam |
| Air India Express                           | Amritsar, Jaipur, Lucknow, Kochi, Kozhikode, Mangalore, Mumbai, Pune, Thiruvananthapuram, Tiruchirapalli |
| Air Malta                                   | Malta |
| airBaltic                                   | Sezonier: Riga |
| Alexandria Airlines                         | Alexandria-El Nouzha |
| Ariana Afghan Airlines                      | Jeddah, Kabul, Kandahar, Kuwait |
| Arkefly                                     | Sezonier: Amsterdam |
| Austrian Airlines                           | Viena |
| Azerbaijan Airlines                         | Baku |
| Belavia                                     | Sezonier charter: Minsk-National |
| Biman Bangladesh Airlines                   | Dhaka, Chittagong, Sylhet |
| British Airways                             | Londra-Heathrow |
| Caspian Airlines                            | Ahwaz, Tabriz, Teheran-Imam Khomeini |
| Cathay Pacific                              | Hong Kong, Jeddah |
| Cebu Pacific                                | Manila (începând cu 7 octombrie 2013) |
| China Eastern Airlines                      | Kunming, Shanghai-Pudong |
| China Southern Airlines                     | Beijing-Capital, Guangzhou |
| Condor                                      | Sezonier: Frankfurt, Dusseldorf |
| Daallo Airlines                             | Berbera, Djibouti |
| Delta Air Lines                             | Atlanta |
| Djibouti Air                                | Djibouti |
| EgyptAir                                    | Alexandria-El Nouzha, Cairo |
| Emirates                                    | Abidjan, Accra, Addis Ababa, Adelaide, Ahmedabad, Algiers, Amman-Queen Alia, Amsterdam, Atena, Auckland, Bagdad, Bahrain, Bangalore, Bangkok-Suvarnabhumi, Barcelona, Basra, Beijing-Capital, Beirut, Birmingham (UK), Brisbane, Buenos Aires-Ezeiza, Cairo, Cape Town, Casablanca, Chennai, Christchurch, Clark (începând cu 1 octombrie 2013), Colombo, Conakry (începând cu 27 octombrie 2013), Copenhaga, Dakar, Dallas/Fort Worth, Damasc (suspendat temporar), Dammam, Dar es Salaam, Delhi, Dhaka, Doha, Dublin, Durban, Düsseldorf, Entebbe, Erbil, Frankfurt, Geneva, Glasgow-International, Guangzhou, Hamburg, Harare, Ho Chi Minh City, Hong Kong, Houston-Intercontinental, Hyderabad, Islamabad, Istanbul-Atatürk, Jakarta-Soekarno-Hatta, Jeddah, Johannesburg, Karachi, Khartoum, Kiev-Boryspil (începând cu 16 ianuarie 2014, Kochi, Kolkata, Kozhikode, Kuala Lumpur, Kuwait, Lagos, Lahore, Larnaca, Lisabona, Londra-Gatwick, Londra-Heathrow, Los Angeles, Luanda, Lusaka, Lyon, Madrid, Mahé, Malé, Malta, Manchester (UK), Manila, Mauritius, Medina, Melbourne, Milano-Malpensa, Moscova-Domodedovo, Mumbai, München, Muscat, Nairobi-Jomo Kenyatta, Newcastle, New York-JFK, Nisa, Osaka-Kansai, Paris-Charles de Gaulle, Perth, Peshawar, Phuket, Praga, Rio de Janeiro-Galeão, Riyadh, Roma-Fiumicino, San Francisco, Sana'a, São Paulo-Guarulhos, Seattle/Tacoma, Seul-Incheon, Shanghai-Pudong, Singapore, St. Petersburg, Stockholm-Arlanda (începând cu 4 septembrie 2013), Sydney, Teheran-Imam Khomeini, Tripoli (reîncepe 1 septembrie 2013), Thiruvananthapuram, Tokio-Haneda, Tokio-Narita, Toronto-Pearson, Tunis, Veneția-Marco Polo, Viena, Varșovia-Chopin, Washington-Dulles, Zürich |
| Enter Air                                   | Katowice, Varșovia-Chopin |
| Eritrean Airlines                           | Asmara |
| Ethiopian Airlines                          | Addis Ababa |
| Euro-Asia Air                               | Atyrau |
| Fars Air Qeshm                              | Asalouyeh, Bandar Abbas, Chah Bahar, Kish, Lar, Qeshm, Zahedan |
| Finnair                                     | Sezonier: Helsinki |
| flydubai                                    | Abha, Addis Ababa, Ahmedabad, Aleppo (suspendat temporar), Alexandria-Borg el Arab, Amman-Queen Alia, Ankara, Ashgabat, Bagdad, Bahrain, Baku, Basra, Beirut, Belgrad, Bishkek, București, Chittagong, Colombo, Damasc (suspendat temporar), Dammam, Dhaka, Djibouti, Dnipropetrovsk (începând cu 18 septembrie 2013, Doha, Donetsk, Dushanbe, Erbil, Gassim, Hyderabad, Ha'il, Hambantota, Istanbul-Sabiha Gökçen, Jeddah, Juba, Kabul, Karachi, Kathmandu, Kazan, Kharkiv, Khartoum, Kiev-Boryspil, Kiev-Zhulyany (începând cu 15 septembrie 2013, Kochi, Krasnodar (începând cu 20 septembrie 2013, Kuwait, Lucknow, Malé, Medina (începând cu 25 iulie 2013), Mineralnye Vody, Multan, Muscat, Najaf, Odessa (începând cu 15 septembrie 2013, Osh, Port Sudan, Riyadh, Rostov-pe-Don (începând cu 13 septembrie 2013, Salalah, Samara, Sana'a, Sialkot, Skopje, Sulaymaniyah, Tabuk, Ta'if, Tbilisi, Ufa, Volgograd (începând cu 13 septembrie 2013, Yanbu, Yekaterinburg, Yerevan |
| FlyGeorgia                                  | Tbilisi |
| Georgian Airways                            | Tbilisi |
| Gryphon Airlines                            | Bagram, Kandahar, Kuwait, Ras al Khaimah |
| Gulf Air                                    | Bahrain |
| I-Fly                                       | Charter: Moscova-Vnukovo |
| IndiGo                                      | Chennai, Delhi, Hyderabad, Kochi, Mumbai, Thiruvananthapuram |
| Iran Air                                    | Bandar Abbas, Isfahan, Shiraz, Teheran-Imam Khomeini |
| Iran Aseman Airlines                        | Abadan, Bandar Abbas, Bandar Lengeh, Bushehr, Gheshm, Lar, Mashhad, Shiraz, Kermanshah, Teheran-Imam Khomeini, Zahedan |
| Iraqi Airways                               | Bagdad, Basra, Erbil, Mosul, Najaf |
| Jazeera Airways                             | Bahrain, Kuwait |
| Jet Airways                                 | Delhi, Mangalore, Mumbai |
| Jordan Aviation                             | Amman-Queen Alia, Aqaba |
| Jubba Airways                               | Berbera, Djibouti, Mogadishu |
| Jupiter Airlines                            | Arbil, Bagdad, Basra |
| Kabo Air                                    | Kano |
| Kam Air                                     | Kabul |
| Kenya Airways                               | Hong Kong, Nairobi-Jomo Kenyatta |
| Kish Air                                    | Isfahan, Kish, Khasab, Qeshm, Tabriz |
| KLM                                         | Amsterdam |
| Korean Air                                  | Seul-Incheon |
| Kurdistan Airlines                          | Erbil |
| Kuwait Airways                              | Kuwait, Muscat |
| Kyrgyzstan Aircompany                       | Bishkek |
| Libyan Airlines                             | Benghazi (suspendat temporar) , Tripoli (suspendat temporar) |
| Lufthansa                                   | Frankfurt, München |
| Mahan Air                                   | Teheran-Imam Khomeini |
| Malaysia Airlines                           | Kuala Lumpur (reîncepe din 5 august 2013) |
| MIAT Mongolian Airlines                     | Charter: Ulan Bator |
| Middle East Airlines                        | Beirut |
| Nas Air                                     | Dammam, Jeddah, Riyadh |
| Nasair                                      | Asmara |
| National Airlines (N8)                      | Bagram, Kabul |
| Nordstar Airlines                           | Krasnoyarsk-Yemelyanovo Sezonier: St Petersburg |
| Norwegian Air Shuttle                       | Copenhaga, Oslo-Gardermoen Sezonier: Stockholm-Arlanda |
| Oman Air                                    | Beirut, Kuwait, Muscat, Salalah |
| Pakistan International Airlines             | Bahawalpur, Faisalabad, Islamabad, Karachi, Lahore, Multan, Peshawar, Quetta |
| Pegasus Airlines                            | Istanbul-Sabiha Gökçen |
| Philippine Airlines operated by PAL Express | Manila (începând cu 1 noiembrie 2013) |
| Qantas                                      | Londra-Heathrow, Melbourne, Sydney |
| Qatar Airways                               | Doha |
| Rossiya                                     | Sezonier: St. Petersburg |
| Royal Brunei Airlines                       | Bandar Seri Begawan, Jeddah, Londra-Heathrow |
| Royal Jordanian                             | Amman-Queen Alia Sezonier: Aqaba, Muscat |
| RwandAir                                    | Kigali, Mombasa |
| Safi Airways                                | Kabul |
| Saudia                                      | Dammam, Jeddah, Madinah, Riyadh |
| Shaheen Air International                   | Islamabad, Karachi, Lahore, Peshawar |
| SpiceJet                                    | Ahmedabad, Delhi, Kochi, Mumbai |
| S7 Airlines                                 | Novosibirsk |
| Singapore Airlines                          | Cairo, Singapore |
| Somon Air                                   | Dushanbe, Jeddah |
| SriLankan Airlines                          | Colombo |
| Sudan Airways                               | Doha, Khartoum |
| Swiss International Air Lines               | Muscat, Zürich |
| Syrian Air                                  | Damasc |
| TAAG Angola Airlines                        | Luanda |
| Taban Air                                   | Mashhad |
| TAROM                                       | București-Henri Coandă |
| Tatarstan Airlines                          | Kazan |
| Thai Airways International                  | Bangkok-Suvarnabhumi |
| Toumaï Air Tchad                            | N'djamena |
| Transavia.com                               | Sezonier: Amsterdam |
| Travel Service Hungary                      | Budapesta |
| TUIfly                                      | Sezonier Hanovra |
| Tunisair                                    | Beirut, Tunis |
| Turkish Airlines                            | Ankara, Istanbul-Ataturk |
| Turkmenistan Airlines                       | Ashgabat |
| Ukraine International Airlines              | Kiev-Boryspil |
| United Airlines                             | Doha, Washington-Dulles |
| United Airways                              | Dhaka |
| Ural Airlines                               | Chelyabinsk, Kazan, Krasnodar, Nizhny Novgorod, Samara, Ufa, Yekaterinburg |
| Uzbekistan Airways                          | Tashkent |
| Virgin Atlantic Airways                     | Londra-Heathrow |
| Yemenia                                     | Aden, Al Mukalla, Jakarta-Soekarno-Hatta, Kuala Lumpur, Sana'a |